# Ascolepis spinosa
Ascolepis spinosa is een zachte koraalsoort uit de familie Acanthogorgiidae. De koraalsoort komt uit het geslacht Ascolepis. Ascolepis spinosa werd in 1931 voor het eerst wetenschappelijk beschreven door Thomson & Rennet. 